# Bergslagskamin

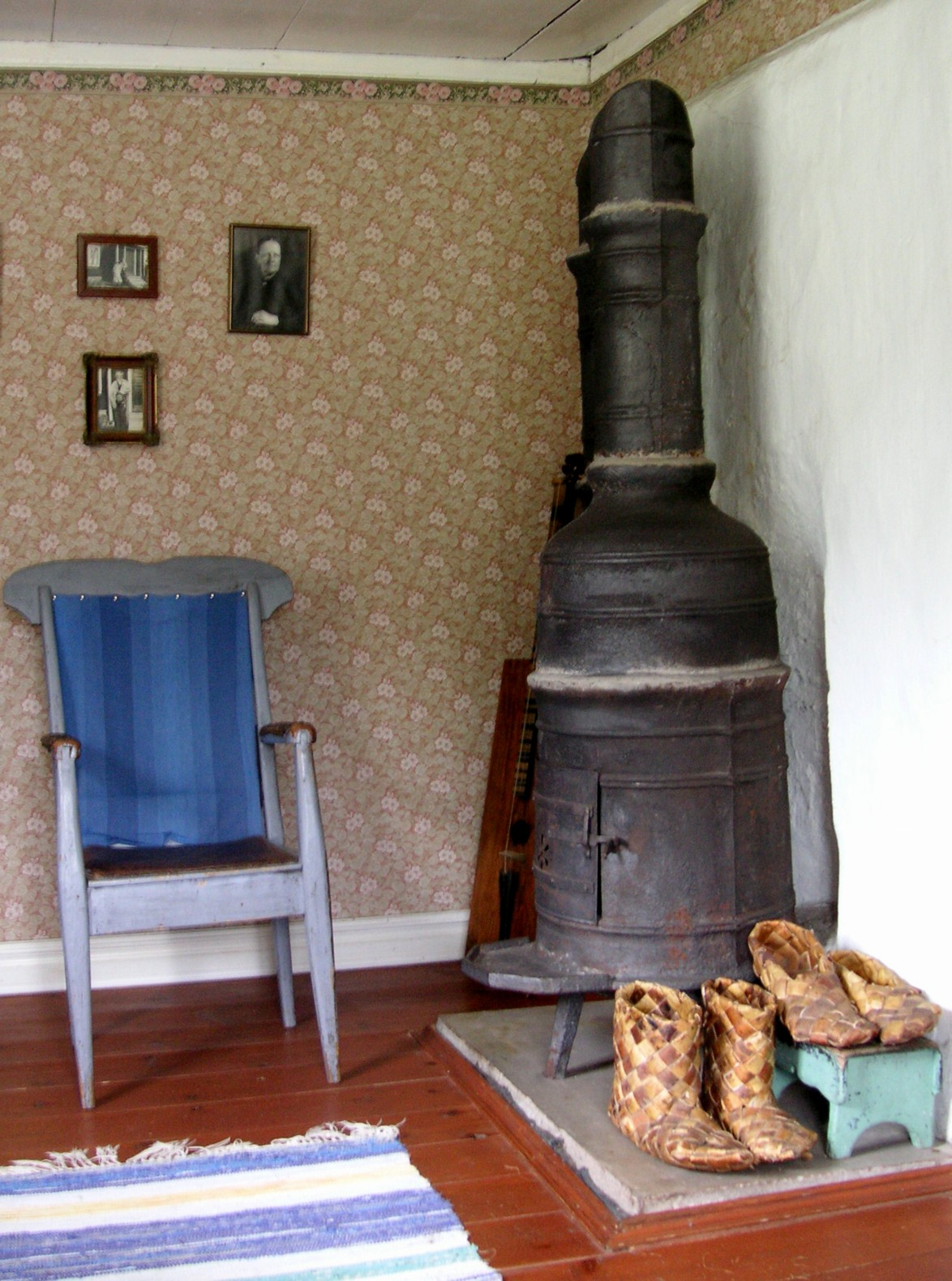
Dan Anderssons Luossastuga.

Bergslagskaminen är en rund kamintyp av gjutjärn med anor från 1600-talet. Namnet kommer från att dessa kaminer huvudsakligen tillverkades i Bergslagen. Där kan man fortfarande hitta de flesta fungerande exemplaren. Den äldsta daterade kaminen som man känner till är från 1675. Carl von Linné skrev i sin Västgötaresa år 1746, att han i Brattforshyttan fann ett stort antal "runda järnkakelugnar". De producerades ofta i små lokala järnhyttor med en gjutteknik liknande den vid tillverkning av kanonpipor.
Trots att gjutjärnskvaliteten på den tiden inte var så hög och väggtjockleken mindre och ojämn, än vid senare produktion, finns ännu ett stort antal kaminer i bruk. Bergslagskaminen förmodas vara världens äldsta gjutjärnskamin i praktiskt bruk.
Typisk för bergslagskaminen är, utöver den runda formen, det dubbelt krökta rökgasröret som också tillverkades av gjutjärn. Genom krökningen fick de heta rökgaserna en längre väg till skorstenen och kunde så värma även rökröret och därmed bostaden, ett enkelt sätt att höja effekten.
Kaminens funktion är enkel: I den stora cylindriska eldstaden, som är försedd med en plåtlucka, placeras veden som tänds. Eldstadsluckan har en tilluftsöppning och skorstenen har ett spjäll, någon annan styrning finns inte. Ändå är bergslagskaminen effektiv, mätningar har visat att förbränningen av 5 kg ved under en timme får ut lika mycket effekt som tio el-element à 1000 watt vardera. Energiutnyttjandet ligger vid 60–65 % och rökgasen har en så låg temperatur som ca 180 grader. Gjutjärnsgodset bidrar även till en viss lagring av värmen.